# Coriaria kingiana
Coriaria kingiana är en tvåhjärtbladig växtart som beskrevs av Col.. Coriaria kingiana ingår i släktet Coriaria, och familjen Coriariaceae. Inga underarter finns listade i Catalogue of Life.